# Enfonsament del Monte Protegido

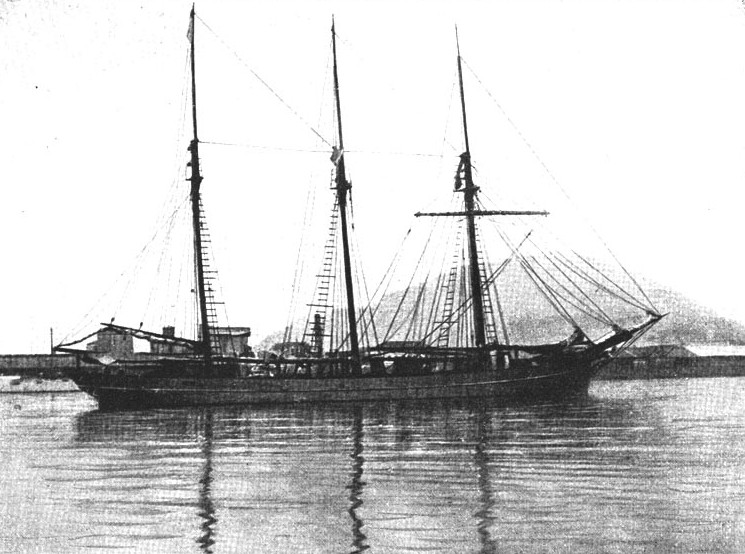
Monte Protegido

L'enfonsament del Monte Protegido, un vaixell mercant argentí, va tenir lloc el 4 d'abril de 1917 davant les illes Scilly, per l'atac d'un submarí alemany, i va provocar un incident diplomàtic entre els dos països involucrats, ja que Argentina havia declarat la seva neutralitat en iniciar-se la Primera Guerra Mundial.

## Antecedents
El conflicte naval entre els submarins alemanys i les armades aliades en les aigües de l'oceà Atlantic durant la Primera Guerra Mundial va ser dirigida inicialment en contra de la Grand Fleet (Gran Flota britànica).
L'escassetat d'aliments causada per l'embargament que patia Alemanya es va fer insuportable i, al 1r de febrer de 1917, Alemanya va declarar una guerra submarina a ultrança; aquesta idea va ser del comandant suprem Paul von Hindenburg, que va ordenar als submarins d'atacar sense previ avís a tots els vaixells enemics i neutrals, i va establir una zona de guerra que envoltava a les Illes Britàniques on van enfonsar a un 25% de les naus que van gosar penetrar-hi, fins que els combois van començar a comptar amb una escorta militar.

## L'atac
L'enfonsament es va produir el 4 d'abril de 1917 davant les illes Scilly, pertanyents a la Gran Bretanya, ubicades a l'oceà Atlàntic a uns 45 quilòmetres de l'illa d'Anglaterra, per l'atac d'un submarí alemany. El vaixell portava un carregament de lli amb destinació a Rotterdam, era de propietat argentina i portava bandera argentina hissada al pal i a la proa. El seu capità i tripulació eren de Noruega, que també era neutral. El fet es va produir en l'àrea del bloqueig decretat per Alemanya i executat pels seus submarins, amb l'objectiu de neutralitzar els efectes de la política declarada per la Gran Bretanya de llistes negres i embargaments contra empreses alemanyes.

## Conseqüències
L'incident va incentivar la mobilització dels sectors proaliats argentins que van iniciar una campanya en favor de la ruptura de les relacions amb Alemanya.
El govern argentí va disposar que els vaixells alemanys internats al port de Buenos Aires fossin vigilats per guàrdies armats que només van ser retirats en acabar l'incident i el 22 d'abril va fer un reclam enèrgic al govern alemany. La resposta alemanya del 28 d'abril de 1917 va tenir un to conciliador i va cercar per a donar excuses a través del secretari d'Estat Arthur Zimmermann un fonament que no l'inhibís per a futures accions anàlogues, acceptant la seva responsabilitat amb l'argument legal que el vaixell havia salpat abans que es declarés la guerra submarina sense restriccions i assenyalant la disposició del govern alemany a reparar els danys causats. Per la seva part, el ministre alemany a Buenos Aires, Luxburg va sostenir que les autoritats alemanyes havien decidit fer un acte de reparació simbòlica del pavelló argentí per aquest incident. Aquesta actitud flexible del govern alemany va permetre tancar l'incident i va deixar momentàniament ben parada la neutralitat del president Yrigoyen.
La guerra submarina a ultrança va provocar que els Estats Units i Brasil entressin en la guerra junt amb els aliats.